# Роб (телесериал)
«Роб» (с англ. — «Rob») — американский ситком о жизни бывшего холостяка по имени Роб.
13 мая 2012 года сериал был закрыт производственной компаний CBS Production.

## Сюжет
Сериал рассказывает о мужчине по имени Роб — бывшем холостяке и ландшафтном архитекторе с обсессивно-компульсивным расстройством. Он женится и становится членом дружной мексиканско-американской семьи. Роб пытается быть ближе к семье, но часто это заканчивается катастрофой, несмотря на его благие намерения.

## В ролях
- Роб Шнайдер — Роб
- Клаудия Бассольс —Мэгги
- Чич Марин — Фернандо
- Диана-Мария Рива — Роза
- Эухенио Дербес — Гектор
- Люпе Онтиверос — Абуэлит

## Производство
Разработка пилотного эпизода началась в октябре 2010 года. Премьера пилота состоялась 12 января на канале CBS и завершилась 1 марта 2012 года. Всего было снято 8 эпизодов, после чего сериал был закрыт 13 мая 2012 года.

## Эпизоды
| № | Эпизод                   | Зрители (млн) | Рейтинг Нильсена | Рейтинг Нильсена | Ранг   | Ранг      |
| № | Эпизод                   | Зрители (млн) | 18–49            | Семейный         | Ночной | Недельный |
| - | ------------------------ | ------------- | ---------------- | ---------------- | ------ | --------- |
| 1 | "Пилот"                  | 13.47         | 4.1/11           | 7.8/12           | 3      | 9         |
| 2 | "Вторая свадьба"         | 11.41         | 3.5/9            | 6.9/10           | 5      | 15        |
| 3 | "Подушка"                | 11.50         | 3.5/9            | 6.8/10           | 3      | 10        |
| 4 | "Семейные тайны"         | 11.06         | 3.3/9            | 6.6/10           | 5      | 12        |
| 5 | "Роб учит испанский"     | 10.74         | 3.3/9            | 6.4/10           | 4      | 20        |
| 6 | "Маленький жучок"        | 10.65         | 3.2/9            | 6.3/10           | 5      | 19        |
| 7 | "Романтический уикэнд"   | 10.33         | 2.9/8            | 6.2/10           | 5      | 22        |
| 8 | "Папа приезжает в гости" | 8.99          | 2.6/7            | н/д              | 4      | н/д       |

## Критика
Сериал получил 11% «свежести», согласно агрегатору рецензий Rotten Tomatoes. Джейс Лейкоб из The Daily Beast назвал его «худшим новым шоу от CBS».